# 乓
《乓》是雅達利在1972年11月29日推出的一款投幣式街機遊戲。《乓》是一款乒乓球遊戲，其英文名稱「Pong」來自乒乓球擊打後所發出的聲音。《乓》很多時候也有認為是電子遊戲歷史上第一個街機電子遊戲。在此遊戲中，玩家的目的就是在模擬乒乓球比賽中奪取高分以擊敗電腦玩家。此遊戲的開發者為艾倫·奧爾康。

## 遊戲系統

《乓》的遊戲截圖。在此截圖中，左右方的直線為乒乓球拍，中間的點為乒乓球，而上方數字則為玩家得分。

《乓》是一個模擬乒乓球比賽的2D體育遊戲。玩家能和電腦玩家或另一位人類玩家進行遊戲。玩家在此遊戲中需要控制乒乓球拍上下移動來反彈乒乓球。當玩家未能反彈乒乓球的話，對方就會得到一分。玩家在此遊戲的目的就是盡量反彈乒乓球並奪取高分以擊敗對手。

## 開發

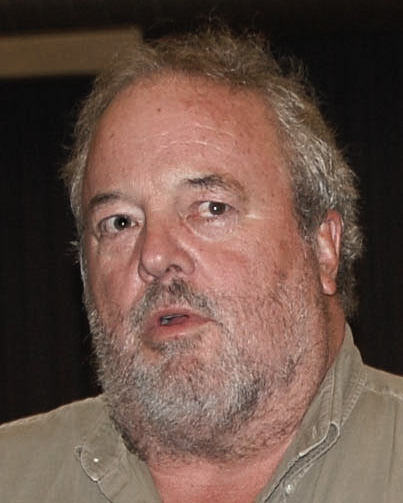
《乓》的設計者和開發者，雅達利工程師艾倫·奧爾康

《乓》是雅達利於1972年由諾蘭·布什內爾和特德·達布尼創立後首個開發的電子遊戲。而《电脑空间》則是雅達利成立前已開發完成的電子遊戲，因此不計算為雅達利開發的電子遊戲。在布什內爾和達布尼創立雅達利後，他們就聘請了艾倫·奧爾康，因為他擁有豐富的電腦程式經驗。可是，奧爾康實際上從未開發過任何電子遊戲。為了訓練奧爾康開發遊戲，布什內爾便秘密地給予奧爾康一個開發測試遊戲的任務。布什內爾亦指明奧爾康需要創作一個包含「一個移動的點、兩塊板和計分板」的電子遊戲。布什內爾後來解釋他的靈感源自PDP-1。但奧爾康卻指出他的靈感源自網球遊戲。於1972年5月，布什內爾試玩了Magnavox Odyssey，而其中就包括一個網球遊戲。儘管此遊戲的質素低劣，布什內爾仍然繼續讓奧爾康開發《乓》。
三個月後，布什內爾要求奧爾康為遊戲加入逼真的音效和觀眾的歡呼。而達布尼則想加入“噓”和“嘶嘶”等音效。但是，遊戲機的記憶體不能裝載這麼多音效，故奧爾康沒有實行要求。但後來奧爾康發現使用同步發生器能為遊戲加入不同音調的音效。
於1972年9月，布什內爾和奧爾康將运行《乓》的街机安裝在安迪·卡培酒吧裡讓顧客試玩。當晚顧客們對此遊戲的評價相當高。布什內爾之後到達芝加哥，並與巴利遊戲和米德韋遊戲討論合作事宜。這時，布什內爾便以《乓》來履行他的合同。
《乓》獲得了空前的成功，布什內爾因此有意大量製作此遊戲。但是，當時他沒有足夠資金大量生產，故尋求巴利遊戲和米德韋遊戲的資助。可是，兩間公司均拒絕了。最後，布什內爾透過向銀行借貸來獲取足夠資金。雅達利隨後宣布此遊戲將於1972年11月29日發佈。到了1973年，雅達利已經開始將《乓》街機運往外國發售。

## 迴響
《乓》獲得了空前的成功。布什內爾在安迪·卡培酒吧安裝《乓》街機後，該酒吧的顧客數量就大增。發佈後，《乓》為雅達利賺取的收入高於其他街機4倍。布什內爾指出《乓》每天為雅達利帶來35至40美元的收入，令他「感到非常驚訝」。隨著遊戲受歡迎程度提升，雅達利就收到越多《乓》的訂單。截至1973年，雅達利已收到2,500張訂單。翌年，雅達利更收到逾8,000張訂單。當此遊戲安裝在安迪·卡培酒吧後，其他公司便開始調查《乓》。3個月後，一款類似的遊戲便發佈。雅達利起初沒有申請專利，所以導致抄襲者大量出現。後來雅達利申請專利時，其他抄襲者便提出抗議，致使申請專利程序被延長了。這導致雅達利製作的《乓》街機的市場佔有率少於三分之一。布什內爾認為抄襲者的行為對他們不公，但他們仍沒有解決方案。因此，他們只好開發更多創新遊戲。